# مارتن فييرو
 مارتن فييرو  من أبرز الأعمال الممثلة لأدب الغاوتشو للكاتب الأرجنتيني خوسيه هرنانديث، في أعمال أدبية عن الأرجنتين والأوروغواي. وقد نشرت في 1872 مع عنوان الفارس مارتن فييرو، واستمرارها،عودة مارتن فييرو، ظهرت في 1879. ترجمه جواد نادر إلى العربية ونشره في 1956.